# نام گیو-ری
نام گیو-ری (به انگلیسی: Nam Gyu-ri)(زاده ۲۶ آوریل ۱۹۸۵) خواننده، بازیگر کره‌ای است.